# Palsgård
Palsgaard er en herregård 6 km nord for Juelsminde. Den hører til As Sogn i Hedensted Kommune. Palsgaard Gods er på 1350 hektar med Lottrup og Hellebjerg Mølle.

## Historie
Det ældste Palsgaard har ligget ved voldstedet på As Hoveds nordkyst. Voldstedet ligger i en kunstig sø og består af to banker. På den lille banke stod sandsynligvis et tårn omgivet af en palisade. Det har været beboernes sidste tilflugtssted. På den større banke stod herskabets beboelseshus lidt svagere befæstet. Avlsgården har nok ligget mere praktisk længere inde i landet. Rester af det ældste Palsgaard er dateret til 1275-1300.
Det første navn, som er blevet sat i forbindelse med Palsgaard, er Jep Kalv. Ifølge forskellige diplomer har han siddet i rigens råd ca. 1400. Hovedbygningen er opført i 1500, ombygget og tilbygget i 1803-1806. Den har oprindeligt været omgivet af vand. Voldgravene ses endnu, og indkørslen hedder stadig Vindebroen.

## Ejere af Palsgaard
- (1275-1340) Forskellige ejere
- (1340-1372) Peder Munk
- (1372-1412) Jep Kalv
- (1412-1420) Enkefru Margrethe Kalv
- (1420-1450) Alex Jepsen Kalv
- (1450-1495) Ludvig Nielsen Rosenkrantz
- (1495-1504) Oluf Pedersen Gyldenstierne
- (1504-1555) Lene Olufsdatter Gyldensterne / Elsebet Olufsdatter Gyldenstierne / Otto Olufsen Gyldenstierne / Ludvig Olufsen Gyldenstierne / Mogens Munk / Thomas Juel / Axel Nielsen Arenfeldt
- (1555-1572) Mogens Munks dødsbo / Iver Thomsen Juel / Hartvig Thomsen Juel / Axel Nielsen Arenfeldts dødsbo
- (1572-1610) Hans Axelsen Arenfeldt
- (1610-1614) Ingeborg Hansdatter Arenfeldt gift Normand
- (1614-1645) Ernst Normand
- (1645-1658) Ingeborg Hansdatter Arenfeldt gift Normand
- (1658) Kirstine Ernstsdatter Normand gift von Pentz
- (1658-1665) Joachim Frederik von Pentz
- (1665-1674) Peder Reedtz
- (1674-1707) Holger Pedersen Reedtz
- (1707-1732) Berte Christine Juel gift Reedtz
- (1732-1742) Niels Holgersen Juel Reedtz
- (1742-1762) Mette Johanne Arenfeldt gift (1) Reedtz (2) Bille
- (1762-1766) Holger Nielsen Juel Reedtz / Henrik Bille
- (1766-1797) Holger Nielsen Juel Reedtz
- (1797-1830) Niels Holgersen Juel Reedtz
- (1830-1835) Cathrine Sophie Wilhelmine Benzon gift Reedtz / Holger Christian Reedtz
- (1835-1845) Holger Christian Reedtz / Otto Nielsen Juel Reedtz
- (1845-1857) Holger Christian Reedtz
- (1857-1858) Adelheid Krag-Juel-Vind-Friis gift (1) Reedtz (2) Grundtvig
- (1858-1877) Niels Holgersen Juel Reedtz / Holger Holgersen Juel Reedtz
- (1877-1898) digterprinsen Emil von Schönaich-Carolath
- (1898-1908) Frederik baron Wedel-Jarlsberg
- (1908-1925) Einer Viggo Schou
- (1925-1952) Elisabeth Döcker gift (1) Schou (2) Falbe-Hansen
- (1952-1957) Herbert William Döcker Schou
- (1957-) A/S Schou-Palsgård

## Credin
Einer Viggo Schou købte Palsgaard i 1908. Han var direktør for Otto Mønsteds Margarinefabrikker i London og fik patent på en vigtig ingrediens i margarineproduktionen. Derfor opførte han på Palsgaard et mindre fabriksanlæg, eget elværk og arbejderboliger rundt om på gården. Han døde i 1925, men hans enke Elisabeth og sønnen Herbert videreførte hans værk og stiftede i 1930 firmaet Credin, der har udviklet sig til en stor industrivirksomhed, som fremstiller emulgatorer, stabilisatorer og andre specialiserede ingredienser til bagerier og fødevareindustri.

## Schou Fondet
Herbert Schou overtog Palsgaard i 1952. I 1957 oprettede han familieaktieselskabet A/S Schou-Palsgaard, som blev ejer af gården. Selskabet ændrede senere navn til Palsgaard A/S. Både gården og industrivirksomhederne hører nu under Schou Fondet, der også har som formål at bevare parken og vedligeholde hovedbygningen som en levende familiebolig, gerne for fondets direktør. Posten som koncerndirektør i fondet er nu gået videre til 3. generation: Birger Brix overtog posten efter sin far, Knud Brix, og fik i 2018 sin søn Anders Brix som efterfølger.

## Parken
Der er offentlig adgang til Palsgaard slotspark, som er på 21 hektar og rummer mange sjældne planter. I de senere år er der opstillet moderne skulpturer. Parken har siden 1972 dannet ramme om Palsgaard Sommerspil, som fra 1988 er spillet på Gudrun Schous Friluftsscene. Den er opkaldt efter Palsgaards sidste godsejerfrue, der var teaterinteresseret og fik scenen som gave af Schou Fondet, da hun blev 80 år.

## Kyststien
Kyststien Snaptun-Juelsminde passerer både Palsgaard og det middelalderlige voldsted. Fra stien kan man tage en afstikker ud på halvøen As Hoved, der også hører til Palsgaards jorder.

## Galleri
- Palsgård voldsted
- Avlsbygninger og gildesal
- Avlsbygninger på Palsgård
- Obelisk til minde om Reedtz-slægtens over 200 år på Palsgård
- Mindesten over Einer Viggo Schou ved Svanesøen i Juelsminde
- Hovedbygningen fra havesiden, til venstre tøndeformet skulptur